# Pierre Commarmond
Pierre Louis Marie Commarmond né le 6 février 1897 à Lyon (Rhône) et mort le 20 juillet 1983 à Vert (Yvelines) est un peintre et affichiste français.

## Biographie
Pierre Commarmond naît le 6 février 1897 dans le 5e arrondissement de Lyon, du mariage de Benoît Commarmond, employé de commerce, et de Benoîte Adèle Mondon. Il épouse Simone Deshors le 17 avril 1926 à Saint-Mandé.
Commarmond est élève de Karl Cartier et suit les cours de l'atelier Galland. Ensuite il travaille aux Éditions Mayeux, organise des expositions touristiques dans les gares et réalise de nombreuses affiches pour les chemins de fer. Sociétaire des artistes français, du Salon de l'École française et de l'École de la Marine, c'est un artiste qui noue des liens avec Marie Laurencin, Yves Brayer, Paul Jouve, Jean Rigaud, Pierre Eugène Montézin et André Dunoyer de Segonzac.
Il expose au Salon des indépendants en 1931 et 1932, et envoie régulièrement ses œuvres au Salon de la Société des peintres de montagne.
Après sa mobilisation lors de la Première Guerre mondiale, Commarmond est mobilisé à nouveau lors de la Seconde Guerre mondiale, lors de laquelle il est fait prisonnier à l'Oflag XIII A.
Pierre Commarmond monte plusieurs pièces de théâtre, dont il dessine costumes et décors.
À son retour en France, il devient directeur artistique des Éditions Chaix. De ses nombreux voyages à travers la France et l'Europe, il rapporte de nombreux paysages. Il utilise surtout la gouache et s'attache à représenter la nature avec une émotion simple et un grand souci d'exactitude.
Il meurt le 20 juillet 1983 à Vert (Yvelines).

## Œuvres
- Inauguration de la piscine du Touquet-Paris-Plage, affiche, 1931.
- Chemin de fer de Paris à Orléans. Cordes (Tarn). Étape de circuits automobiles P. O., affiche, 1933.
- Chemins de Fer Paris-Orléans-Midi. La Grande Dune. Pyla-sur-Mer, affiche, 1935.
- Œuvre de Pierre Commarmond, recueil, document iconographique[réf. nécessaire].
- Cartes postales, recueil, document iconographique[5].